# ألما كاتسو
ألما كاتسو (بالإنجليزية: Alma Katsu) (29 نوفمبر 1959، فيربانكس في الولايات المتحدة)؛ كاتِبة وروائية أمريكية.

## روابط خارجية
- ألما كاتسو على موقع IMDb (الإنجليزية)